# Thalassarche cauta
L'albatro cauto (Thalassarche cauta Gould, 1841) è un albatro di medie dimensioni diffuso in tutto l'Oceano Australe, che nidifica nelle isole sub-antartiche al largo di Australia e Nuova Zelanda. Talvolta è stato avvistato anche sulle coste pacifiche degli Stati Uniti. Questo mollymawk era un tempo considerato appartenente alla stessa specie dell'albatro di Salvin e di quello delle Chatham. Lo stesso albatro cauto è a sua volta suddiviso in due sottospecie, l'albatro cauto (T. c. cauta) e l'albatro cauto delle Auckland (T. c. steadi); alcuni autori hanno suggerito perfino di considerarle specie separate, ma questa ipotesi non è stata largamente accettata.

## Descrizione
Presenta il classico aspetto dei mollymawk, con il piumaggio scuro su dorso, faccia superiore delle ali e coda, e bianco su ventre, collo e sottoala. Bianca è anche la sommità e gran parte della testa, tranne il sopracciglio scuro e la faccia, di color grigio pallido. Il becco è grigio pallido con una cresta e la punta gialli. Pesa in media 4,1 kg e misura 98 cm di lunghezza e 2,54 m di apertura alare.

## Comportamento
Quando va alla ricerca di cibo può sia galleggiare in superficie che immergersi sott'acqua - alcuni esemplari sono stati visti immergersi fino a 5 m di profondità. Rispetto ad altre specie di albatro, la sua dieta è composta quasi totalmente, fino al 90%, da pesci, piuttosto che da calamari.